# Світан Роман Григорович
Рома́н Григо́рович Світа́н (нар. 4 січня 1964, Макіївка, Донецька область, Українська РСР, СРСР) — український військовий експерт, полковник запасу Збройних Сил України. Учасник російсько-української війни, у 2014 році перебував у російському полоні.

## Життєпис
Був льотчиком-інструктором винищувальної авіації.
У 1985 році з відзнакою закінчив Чернігівське вище військове авіаційне училище льотчиків імені Ленінського Комсомолу, де залишився на посаді льотчика-інструктора. Згодом став командиром ескадрильї. Після розформування училища у 1995 році служив у вертолітній авіації. До 1997 року проходив військову службу в Повітряних силах ЗСУ, зокрема як начальник 72-ї авіабази ХНУПС імені Івана Кожедуба. Звільнився у запас за станом здоров'я.
До 2014 року мешкав у Донецьку, де, за власними словами, займався підприємництвом.

### Політична діяльність
У 2014 році був одним з активістів Євромайдану в Донецьку. Того ж року балотувався до Верховної Ради України від округу № 52 (самовисуванець, безпартійний). Військовий пенсіонер. Після виборів став радником голови Донецької ОДА Сергія Тарути. Також був головою Донецької обласної організації партії УКРОП та радником міського голови Дніпра Бориса Філатова.

### Партизанський рух та полон
У червні 2014 року, під час російського вторгнення в Україну, Світан, перебуваючи в окупованому Донецьку, координував діяльність українських підпільників. Був затриманий після доносу колаборантів з числа правоохоронців, які діяли разом із бойовиками під прикриттям начебто «військовослужбовців ГРУ ЗС РФ». 24 червня 2014 року потрапив до в'язниці «Ізоляція».
За окремим наказом командира горлівського загону Ігоря Безлера був переведений до Горлівки для обміну полоненими. У полоні Світан зазнав катувань. Журналіст Тимур Олевський з телеканалу «Дождь», який бачив Світана в полоні, зазначав, що в того були «пробиті ноги, посиніли пальці та видимі сліди знущань». За свідченнями, його катував військовий хірург Юрій Євич, що пізніше став фігурантом справ у РФ.
За інформацією ЗМІ, ватажок угруповання «ДНР» Олександр Бородай нібито давав розпорядження щодо перевезення Світана у РФ, а пізніше — на його розстріл. Завдяки втручанню української сторони полковник був звільнений з полону.

### Подальша діяльність
У 2019 році Світан став одним із героїв документального циклу «Герої українського Донбасу».
Після початку повномасштабного вторгнення РФ в Україну активно виступає як військовий експерт. Бере участь в ефірах українських ЗМІ, зокрема «Radio NV», «Апостроф TV», «Радіо Свобода», «24 канал», «FREEДОМ» та інших.

## Критика
Роман Світан часто стає об'єктом критики та скандалів через свої висловлювання та прогнози. Його прогнози та висловлювання часто не збігаються з реальністю, що підриває довіру до нього як до експерта.
Його заяви про літаки F-16 викликали критику з боку речника Повітряних сил та інших військових експертів. На думку спікера ПС ЗСУ, подібні заяви з боку Романа Світана дискредитують діяльність окремих генералів та української армії загалом. До того ж експертність цієї людини, каже Ігнат, нічим не підкріплена.
Від початку повномасштабного вторгнення Світан став регулярним гостем в ефірах російської журналістки Юлії Латиніної.
Також деякі ЗМІ, наприклад «Бабель», вказують на те, що його експертна база не завжди відповідає заявленій.